# Personaggi di BlazBlue: Calamity Trigger
Di seguito sono elencati i personaggi principali presenti nel gioco BlazBlue: Calamity Trigger

Arakune in BlazBlue: Continuum Shift

## Ragna The Blood-Edge
Doppiato da: Tomokazu Sugita (Doppiaggio Giapponese)| Patrick Seitz (Doppiaggio Inglese).
Ragna The Blood-Edge (ラグナ＝ザ＝ブラッドエッジ?, Raguna za Buraddoejji). Protagonista della serie BlazBlue; progetta la cosiddetta, "Operazione" per conquistare il controllo su tutto mondo. È conosciuto come "Lo Spietato Mietitore", temuto dal "Novus Orbis Librarium" (o NOL) come l'individuo più potente dalla guerra civile di Ikaruga. Le sue azioni hanno incluso la distruzione di diverse sezioni del NOL, e viene definito come il criminale più ricercato e pericoloso in circolazione, al quale venne promessa, per chi potesse dare informazioni per la sua cattura, la più grande taglia in assoluto nella storia della NOL. È in possesso di una potente forma di Armagus chiamato "Azure Grimoire", o semplicemente denominato BlazBlue, spesso obiettivo di coloro che vogliono detenerne il suo potere. Il suo obiettivo finale è distruggere il NOL, colpevoli di avergli distrutto la famiglia. Ragna è fratello biologico di Jin Kisaragi e la loro rivalità nacque da un incidente in cui perse la vita la sorella Saya. Il suo braccio destro è meccanico, perché il vero gli è stato amputato da Terumi, nel momento in cui aveva preso il controllo della mente di Jin. Ragna è stato resuscitato da Rachel nella forma di Vampiro, così i suoi occhi da verdi sono diventati rossi, mentre i suoi capelli sono da biondi sono cambiati in bianco, come gli albini.  L'Azure in suo possesso è solo un frammento di un'imitazione, il Grimoire vero è in realtà destinato ad essere afferrato con decisione da Noel Vermillion. Il titolo di "Blood-Edge" si riferisce alla giacca rossa e alla spada nera consegnategli da Jyuubei prima della sua partenza, entrambe appartenevano ad un guerriero oscuro chiamato Blood-Edge, un valoroso combattente contro la Bestia Nera al fine di proteggere l'umanità abbastanza a lungo favoreggiando i Sei Eroi e sviluppare l'Armagus dalla tecnologia. Jyuubei considera Ragna un vero eroe e questi assunse il titolo datogli da Jyuubei, che lo vedeva come uno studente dal grande potenziale.
Drive Ability: Soul Eater (ソウルイーター?, Sōru Ītā.). Gli consente di assorbire poca vita all'avversario con delle determinate mosse.
Distortion Drives:
- Carnage Scissors: Ragna colpisce l'avversario con la sua spada per poi tagliarlo con delle "forbici" di energia oscura.
- Blood Kain: Ragna attiva la modalità "Blood Kain". In questa modalità, la salute di Ragna s'abbassa costantemente e i danni e gli effetti della sua Drive aumentano considerevolmente.
- Devoured by Darkness: Utilizzabile solo in modalità "Blood Kain". Ragna prende l'avversario con un artiglio oscuro e lo attacca con un'ondata di energia oscura.

Astral Heat:
- Black Onslaught: Ragna trasforma la spada in una falce nera dalla lama rossa e colpisce l'avversario con una combo, alla fine si trasforma e dà il colpo finale all'avversario, disintegrandolo.

## Jin Kisaragi
Doppiato da: Tetsuya Kakihara (Doppiaggio Giapponese) | David Vincent (Doppiaggio Inglese).
Jin Kisaragi (ジン＝キサラギ?)
Nato da una famiglia prestigiosa, membro del casato Kisaragi del "Librarium", in passato ebbe un ruolo fondamentale nella guerra civile di Ikaruga ; in gioventù venne promosso Comandante di Divisione. È sempre freddo e tranquillo, ma è anche geloso, ambizioso, e possessivo, mostra poca cura verso gli altri, trattandoli come se fossero semplici ostacoli, è egoista, disprezza tutti e vuole bene solo al fratello Ragna. È un maggiore del NOL e uno dei suoi Comandanti Ufficiali D'Elite. Per ottenere il suo attuale rango fu protagonista di azioni memorabili nel corso della Guerra Civile Ikaruga. Quando seppe che Ragna The Blood-Edge era giunto in città, ha rapidamente abbandonato il suo posto per dargli la caccia da solo. La verità, tuttavia, è che Ragna è il fratello biologico di Jin, e i primi sentimenti di rivalità vennero attivati dalle sue visioni del futuro e dall'amplificazione della sua Nox Nyctores "Yukianesa" e dalle sue emozioni. Terumi ha controllato la mente di Jin per amputare il braccio destro di Ragna (Ragna stava per morire, finché non è intervenuta Rachel) e presumibilmente uccidere Saya, e Jin dice spesso che lui sta aspettando il momento per uccidere Ragna. Dopo l'incidente, fu adottato nella casata Kisaragi, una famiglia molto potente e rispettata all'interno del NOL. Egli possiede un notevole psicosi, che si dice essere causato dalla sua spada, il Nox Nyctores Mucrone Algesco: Yukianesa. Mentre la spada gli concede la manipolazione sul ghiaccio, si migliora anche in sentimenti primordiali e viene spesso accusata di "pazzia". Successivamente, Jin cadrà nel Cauldron per inseguire Ragna, ma finisce in una dimensione alternativa, in cui si ritrova addosso l'armatura del Susanoo'o, e va nel "Limite", una dimensione buia, che lo trasforma nel suo alter ego, il Cavaliere Bianco, nonché membro dei Sei Eroi Haku-Men. Nel vero finale di Continuum Shift, Jin rivela a Ragna che Saya gli aveva donato Yukianesa. Attualmente sta viaggiando con Jyuubei.
Drive Ability: Frost Bite (零刀（フロストバイト）?, Furosuto Baito)Gli consente di congelare un inerme nemico per pochi secondi.
Distortion Drives:
- Tōga Hyōjin (Zanna Di Ghiaccio): Jin lancia un fendente di ghiaccio che paralizza l'avversario.
- Hiyoku Getsumei (Canto alla Luna): Jin trasforma Yukianesa in un arco e scaglia diagonalmente una freccia di ghiaccio verso l'avversario.
- Kokūjin: Yukikaze (Giudizio: Tempesta di Neve): Jin materializza uno scudo rosso e se l'avversario lo colpisce, lei attacca con un rapido fendente congelante.

Astral Heat:
- Rengoku Hyōya (Prigione Artica): Jin conficca Yukianesa nel terreno e crea una prigione di ghiaccio attorno al nemico.

## Noel Vermillion
Doppiata da: Kanako Kondō(Doppiaggio Giapponese)| Cristina Valenzuela (Doppiaggio Inglese).
Noel Vermillion (ノエル＝ヴァーミリオン Noeru Vāmirion?) A causa delle sue incredibili capacitàn nel combattimento, e le sue ottime valutazioni tattiche, in gioventù divenne assistente di Jin Kisaragi, già compagni dell'accademia militare, nella quale Noel accudiva un apparentemente fragile Jin. In accademia utilizzano le rivoltelle Nox Nyctores Arcus Diabolus: Bolverk, che non sparano proiettili veri, ma infliggono danni piuttosto notevoli attraverso la creazione di distorsioni nello spazio tridimensionale. Noel sembra anche essere psicologicamente legata alle sue pistole, al punto di piangere se le si vengono tolte. Era una subordinata di Jin da parte del NOL, ma la trattava male a causa della sua somiglianza con la sorella Saya. Quando Jin corse a dare la caccia a Ragna senza il permesso del NOL, a Noel è stato assegnato l'incarico di fermarlo e riportarlo indietro presso il Librarium, con la promessa da parte del NOL di non processarlo. Tuttavia, per ordine del "Librarium", cambiò idea nel corso di una misteriosa operazione. Durante la guerra civile di Ikagura fu ritrovata nei campi bruciati di Ikagura stessa e venne adottata dalla famiglia Vermillion. In realtà lei soffre di amnesia ed è Mu-12, androide predecessore di v-13, entrambi sistemi armati Ark-Enemy, ma non ricorda. Noel è il boss finale nella versione console di  Continuum Shift. Entrambi sono repliche di Saya, condividendo il suo viso, la voce, e le memorie. Era immersa nel Confine all'apertura della modalità storia, anche se dopo l'attacco che ha distrutto Ikaruga rimase l'unica sopravvissuta in quella zona. Lei alla fine diventa l'"occhio", il vero possessore dell'potere dell'Azure Grimoire. È facilmente conquistata da piccoli simpatici animali e ha un complesso di inferiorità con i suoi seni In "Continuum Shift" viene presa in cura da Ragna, proprio come ha fatto con Saya. Dopo aver saputo che Jin aveva abbandonato l'ospedale in cui era ricoverato dopo lo scontro con il fratello Ragna, Noel si mette a cercarlo di sua spontanea volontà. Nel vero finale di Continuum Shift, dopo essere stata salvata da Ragna, rimane assieme all'amica Makoto e Iron Tager di Ikaruga.
Drive Ability: Chain Revolver (チェーンリボルバー?, Chēn Riborubā) Le consente di utilizzare una combinazione di combo.
Distortion Drives:
- Zero-Gun: Fenrir: Noel trasforma le Bolverk in un minigun e scaglia proiettili a raffica che conducono l'avversario a livello diagonale. Se l'avversario è abbastanza vicino, Noel lo finisce con un razzo.
- Bullet Storm ⇒ Zero-Fun: Thor: Eseguibile a mezz'aria, Noel attacca l'avversario con una pioggia di pallottole, per poi finirlo con un razzo.

Astral Heat:
- Valkyrie Veil: Noel spara ripetutamente al nemico danzandogli intorno e lo finisce con una potente esplosione provocata dai colpi stessi.

## Rachel Alucard
Doppiata da: Kana Ueda (Doppiaggio Giapponese) | Mela Lee (Doppiaggio Inglese).
Rachel Alucard (レイチェル＝ アルカード?, Reicheru Arukādo) Vampiro succhiasangue a capo della famiglia Alucard, possiede un enorme castello e un servitore ereditati nel corso delle generazioni. È fuggita dal castello in cerca di divertimento; continua a seguire Ragna ovunque vada, pedinandolo e costringendolo a più riprese a dirgli di andarsene. Reca un ombrello a forma di gatto e combatte con l'ausilio di un pipistrello rosso di nome Gii. Quando viene chiamato Coniglio, si arrabbia. L'unico che la fa franca è Ragna. Detesta i suoi impulsi vampirici e si considera responsabile di aver reso Ragna un mezzo-vampiro dopo averlo morso per resuscitarlo. Possiede orologi e giocattoli degli altri personaggi, come suo unico mezzo di divertimento. Rachel può anche causare una distorsione temporale chiamata "Requiem", mezzo di collegamento tra lei e il mondo dei sogni. È supervisionata dal suo maggiordomo Valkenhayn R. Hellsing. È apparentemente consapevole della piena portata della storia, nel fatto in cui il tempo si ripete. Gran parte della ragione per la sua frequente interferenza è un tentativo di spingerli ad interrompere il sigillo di ripetizione. In alcune interazioni del gioco si scopre che è forse la più potente dei personaggi giocabili e come tale l'unica in grado di sconfiggere Terumi. Rachel ha il controllo dell'Unità Tsukuyomi, usata per difendersi dall'attacco a Kagutsuchi dal Nox Nyctores Gigant: Take-Mikazuchi. In battaglia, ha un ampio controllo sui fulmini e sul vento. Nelle versioni inglesi del gioco, parla con un accento britannico.
Drive Ability: Sylphide (シルフィード?, Shirufīde)Le consente di manipolare il vento.
Distortion Drives:
- Baden-Baden Lily: Con tale dispositivo di distorsione, Rachel provoca un lampo in grado di fulminare enventuali nemici che si trovano vicino a lei.
- Tempest Dahlia: Con questo, invece, evoca un potente vento in grado di sollevare degli oggetti che scaglia verso l'avversario. Il numero di oggetti durante questa distorsione a seconda di quanto ha usato il dispositivo in precedenza.

Astral Heat:
- Clownish Calendula: Rachel evoca una tomba e lancia un potente fulmine che brucia l'avversario.

## Taokaka
Doppiata da: Chiwa Saitō (Doppiaggio Giapponese) | Philece Sampler (Doppiaggio Inglese)
Taokaka (タオカカ?) o Tao in breve, è una Donna-Gatto, nonché giovane membro del Clan Kaka, indossa un cappotto di grandi dimensioni e un cappuccio con due lunghe trecce che nasconde il suo vero volto, ma solo esponendo piccoli e luccicanti occhi rossi e una fila di denti, il suo vestito è dotato di grosse mani a cuscinetto, che comprendono lunghi artigli retrattili. Il resto del suo corpo, dal torace alle caviglie, quando si toglie il cappotto, soprattutto per bagni alle terme (il clan possiede un enorme complesso termale) e simili, è simile a quello di un essere umano, con un seno prosperoso e una pelle abbronzatissima. Vuole far tornare il cielo sopra il suo villaggio, sigillato dagli esseri umani venuti per costruire la loro città sopra il suo villaggio. È stata recentemente inviata dall'Anziana del villaggio per recuperare la taglia sulla testa di Ragna. Nonostante questa decisione, è notevolmente ossessionata dal cibo ed è smemorata, e spesso si addormenta per capriccio, o affamata dopo un pasto, o dimenticare momenti particolari dopo averli ascoltati. È una buona amica di Litchi, che affettuosamente si riferisce a lei come "Boobie Lady"(Tettona). Anche se, non sembra riferirsi a nessun altro di lei per nome, lei chiama Ragna "bravo ragazzo", perché lui le cede il suo cibo, chiama Bang "puzzone", Arakune "Sgorbio", Noel "Tette Piatte", Hakumen "Uomo mascherato", Nu "Flappy-flap", e Jyuubei "Uomo gatto". È in grado di riconoscere che Ragna il "bravo ragazzo" e "Rawrgna" il criminale sono la stessa persona. E gli rivela che la tribù Kaka, da cui lei proviene, è in realtà geneticamente manipolata dai geni di Jyuubei, uno dei Sei Eroi. Come clan, sono semplici copie di ciascun altro, e non si può riprodurre sopra i cento membri. Taokaka presenta una forza e un'agilità sovraumane, è in grado di combattere in continuazione insieme agli altri protagonisti, come Noel e Bang e senza alcun segno di stanchezza. È anche in grado di sopravvivere a una caduta dalla cima del Kagutsuchi rimanendo completamente illesa. Nel vero finale di Continuum Shift, a Tao viene chiesto da Jyuubei di viaggiare con Ragna. Vive nei bassifondi di Kagutsuchi. Ancora non lo sa, ma lei è la discendente delle bio-armi create da Jyuubei.
Drive Ability: Dancing Edge (ダンシングエッジ?, Danshingu Ejji)
Le consente di sfruttare i suoi artigli con l'alta velocità.
Distortion Drives:
- Cat-Person's Secret Art: Hexa-Edge: Taokaka colpisce ripetutamente l'avversario con delle super-graffiate.
- I'mma Beat the Crap Outta You!: Taokaka salta addosso l'avversario e lo graffia ripetutamente prima di lanciarlo in aria.
- Almost Becoming Two!: Taokaka genera un doppelganger che segue ogni sua mossa.

Astral Heat:
- Attack Meow Pow!: Taokaka colpisce l'avversario da tutte le angolazioni con la sua velocità sovraumana utilizzando tutta la potenza degli artigli.

## Carl Clover
Doppiato da: Miyuki Sawashiro (Doppiaggio Giapponese)| Michelle Ruff (Doppiaggio Inglese)
'Macchina Divina: Nirvana", in grado di amplificare i desideri di uccidere del suo proprietario. Dopo che diverse persone hanno tentato di smontarla o sottrargliela, Carl è diventato paranoico e ossessivo nei suoi confronti. Tuttavia, Nirvana è infatti Ada, infatti lei è Relius Clover, padre di Carl e Ada, che ha copiato il suo corpo nella marionetta di Nirvana, ma a causa dello stato mentale di Carl su quanto è accaduto a sua sorella, molti non credono che Nirvana stia controllando mentalmente Carl. Sembra che Valkenhayn è in grado di parlare e capirla come Carl. Durante una conversazione, Nirvana cerca di attaccarlo, ma lui dice che "non sono più nemici" riuscendo a convincerla a calmarsi.
Drive Ability: Auto Maton (オートマトン?, Ōtomaton) Gli consente di controllare Nirvana, senza la quale avrebbe estrema difficoltà a combattere.
Distortion Drives:
- Laetablis Cantata: Carl evoca un ingranaggio che ruota in senso orario.
- Rhapsody of Memories: Carl controlla Nirvana in modo che esegua una combo di potenti pugni.
- Fermata: Carl controlla Nirvana in modo che esegua un montante che scaglia in aria l'avversario.

Astral Heat:
- Deus Ex Machina: Carl armeggia una bomba esplosiva di Nirvana che crea un'esplosione enorme quanto l'area in cui è compreso l'avversario.

## Litchi Faye-Ling
Doppiata da: Chiaki Takahashi (attrice) (Doppiaggio Giapponese) | Chiaki Takahashi| Lauren Landa (Doppiaggio Inglese).
Litchi Faye-Ling (ライチ＝フェイ·リン?, Raichi Fei-Rin)
Una dottoressa della parte orientale di Kagutsuchi, risulta una persona indispensabile alla città sia professionalmente che per altruismo. Possiede una clinica, e viene aiutata dalla sua assistente Linhua. Affiancata dal gargantuesco Tager, è una dipendente di Kokonoe del Settore Sette, fino a quando uno dei suoi colleghi Han Roy, divenne Arakune. Difende i cittadini da Arakune, ed è alla sua ricerca, determinata ad eliminarlo, se né lei né Tager riuscissero a riportarlo in condizioni normali. Sembra che lei rispetti Bang Shishigami, scusandosi anche con lui se lo sconfigge in un match, anche se rimane inconsapevole della reale portata dei suoi sentimenti da parte sua. È spesso oggetto di ammirazione per il suo seno enorme,  in particolare da Taokaka, a cui piace palparglielo costantemente. Lei è ben nota e di fiducia nel clan dei Kaka, abitante sotto Kagutsuchi, a cui spesso porta cibo o insegna ai loro membri. Ad un certo punto ha preso un oggetto dal Confine, il suo cucciolo di panda di nome Lao Jiu. Agisce come un amplificatore di Seithr, e sembra permetta il controllo sulla sua personalità. È anche protagonista della supplementare serie di episodi "Insegnami, Miss Litchi!", dove si cerca di insegnare la complessità del mondo BlazBlue a Taokaka. Durante la sua Story Mode del Continuum Shift, incontra Arakune, che, nel suo unico momento di sanità mentale, la mette in guardia nell'usare Lao Jiu o lei diventerà come lui. Ma nel vero finale, è costretta a unirsi al NOL, dopo che Relius prende Arakune come ostaggio con la promessa che il NOL ha i mezzi per curare Arakune se lei accettasse le condizioni di resa.
Drive Ability: Mantenbō (萬天棒?) Le consente di usare un ninjutsu che anima il suo bastone e gli permette di attaccare da diverse direzioni.
Distortion Drives:
- All Green: Litchi concentra un colpo di fuoco in prossimità dell'avversario.
- The Great Wheel: Litchi trasforma la bacchetta in un "ariete" che colpisce l'avversario. Può essere mosso a piacimento con la sua Drive.
- Thirteen Orphans: Litchi trasforma la bacchetta in un pupazzo che insegue e colpisce ripetutamente l'avversario.

Astral Heat:
- Nine Gates of Heaven: Litchi spedisce in aria l'avversario e lo finisce con cento rapidissimi calci.

## Arakune
Doppiato da: Takashi Hikida (Doppiaggio Giapponese) | Spike Spencer (Doppiaggio Inglese)
Arakune (アラクネ?) Una volta era un uomo di nome Lotte Carmine (ロット＝カーマイン?, Rotto Kāmain), collega di lavoro di Tager e Litchi nel Settore Sette, ma, dopo aver usato troppo la magia nera, è diventato un abominio. Ora è un corpo polimorfico nero e rosso, alveare di numerosi insetti. La sua orribile condizione lo ha reso quasi folle e privo di memoria affidabile, così come distorcere il suo discorso rendendolo incoerente Non sembra che, secondo il suo fine Arcade Mode, abbia notato di essere cambiato, e per lui, il suo discorso bizzarro è del tutto normale. Sembra non capire perché gli altri non riescono a comprenderlo, pensò quindi di creare una maschera, attualmente la sua faccia, in maniera che permetta agli altri di capire quello che sta dicendo. Vive nelle fogne di Kagutsuchi. Ha soprattutto sete di potere e di conoscenza, delle quali l'Azure è il massimo assoluto. Ogni volta che incontra Ragna diventa ossessivo nel suo desiderio di consumare l'Azure. Nella sua storia Arcade in Continuum Shift, Arakune mostra la capacità di parlare in modo coerente quando si combatte contro Litchi, avvertendola dei pericoli del suo potere, e, che se lo tiene sveglio, avrebbe potuto diventare come lui. Più tardi nella sua lotta contro Hazama, lo schernisce, dicendo che era un fallimento ancora più grande della Bestia Nera. Tuttavia, nel vero finale di Continuum Shift, viene catturato da Relius Clover e utilizzato come strumento di contrattazione per costringere Litchi a unirsi al NOL.
Drive Ability: Crimson (クリムゾン, Kurimuzon) Gli consente di maledire il nemico. Quando la maledizione è attivata, degli insetti aiutano Arakune a sferrare danni aggiuntivi.
Distortion Drives:
- f-inverse: Arakune si trasforma in una tarantola enorme che spruzza verticalmente veleno.
- f of g: Arakune fa spuntare dal terreno una moltitudine di insetti che infliggono pesanti danni all'avversario.

Astral Heat
- n to infinity: Arakune si trasforma in una enorme palla che finisce l'avversario con un semplice tocco.

## Iron Tager
Doppiato da: Kenji Nomura (Doppiaggio Giapponese) | Jamieson Price (Doppiaggio Inglese) Originariamente leader di un gruppo armato specializzato del corpo a corpo, Tager Tager (テイガー?, Teigā) fu costretto a ritirarsi dalla prima linea, dopo aver subito una ferita mortale, nel corso della guerra civile di Ikagura. Venne strappato dalla morte dalla scienziata "Kokonoe", vivendo nuovamente come un cyborg, come Iron Tager Iron Tager (アイアン＝テイガー?, Aian Teigā, TR-0009). Attualmente è stato assegnato ad un'unità di combattimento agli ordini di Kokonoe. Dopo la sua rinascita, assomiglia ad un demone, suscitando nei compagni di unità, il nomignolo di "Diavolo Rosso del Settore Sette". È temuto da molti, in realtà è molto calmo e calcolato, sa usare violenza solo quando è necessario. Ha ripreso le sue funzioni dopo la sua rinascita come cyborg e attualmente, non solo perseguita Haku-Men, ma, come obbiettivo secondari, anche Ragna. Non si conoscono i suoi scopi reali, sono del tutto oscuri. Ha lavorato sia con Litchi, che con Faye-Ling, e sembra anche sapere qualcosa su Arakune.
Drive Ability: Voltich Battler (ボルテックバトラー?, Borutekku Batorā) Gli consente attacchi combinando elettricità e magnetismo al fine di colpire l'avversario e attirarlo verso il proprio corpo senza muoversi.
Distortion Drives:
- Genesic Emerald Tager Buster: Una volta volato in alto, Tager afferra il nemico e lo sbatte a terra con violenza.
- Magna-Tech Wheel ⇒ Tera-Break: Tager esegue una rotazione che attira il nemico a sé, mentre lo fulmina con saette provinenti dalle mani cyborg. Se ha abbastanza di Heat, Tager le sferra un potente pugno che scaglia via l'avversario.

Astral Heat:
- King of Tager: Tager prende l'avversario e vola verso l'atmosfera per poi scagliarlo a terra con un tale impatto da far generare un cratere.

## Bang Shishigami
Doppiato da:|Tsuyoshi Koyama (Voce Giapponese) | Tony Oliver (Doppiaggio Inglese) Bang Shishigami  " 'シシガミバング Shishigami Bangu?). Eroe Ninja, perse per colpa di Jin Kisaragi, la sua casa, ed il suo Signore, Tenjo, anche la cicatrice che ha sul volto è responsabilità di Kisaragi. Vive nel Ronin-gai di Kagutsuchi aspettando il momento per vendicarsi di Jin e distruggere il NOL. Si dichiara Eroe dell'Amore e della Giustizia, consacrando la sua vita all'annientamento del male e allo sradicamento delle iniquità. Si comporta in maniera romantica con Litchi, sempre disposto a sostenerla se mostra qualche turbamento nei suoi confronti. Comunque è una persona troppo zelante, e non è a conoscenza dei suoi poteri fino a quando non Trinity non glieli rivela. Nella versione console, quando usa la sua mossa, Fu-Rin-Ka-Zan, il suo tema è "Omae non Tetsui ni Kugi wo Ute", cantata da Hironobu Kageyama, in cui la volontà inizia a giocare. Questa canzone, insieme alla scelta del suo abbigliamento, movimento e manierismi, è derivato come una parodia del concetto di eroe, più in particolare da Kamen Rider.
Drive Ability: Burning Heart (バーニングハート?, Bāninigu Hāto) Gli consente di posizionare un emblema ad ogni pugno infuocato. Quando raggiunge 4 emblemi, può usare la "Fu-Rin-Ka-zan", aumentando forza e attacco.
Distortion Drives:
- Shishigami-Style Secret Technique: "Fatal Eruption": Bang colpisce l'avversario con una serie di pugni e calci prima di spedirlo contro il muro.
- Shishigami-Style Forbidden Technique: "Fu-Rin-Ka-Zan": Utilizzabile solo se Bang possiede tutti e quattro emblemi. Quando lo usa, diventa molto più veloce dell'avversario.
- Shishigami-Style Ultimate Technique: "Steel Rain": Bang evoca un ombrello che lancia chiodi sopra l'avversario. La durata di questa distorsione dipende dal numero di chiodi.
- Shishigami-Style Technique: "Bang's Infinite Chaos-Fist of the Void": Bang spedisce l'avversario in aria e lo colpisce con un potente calcio assieme a un clone dello stesso Bang.

Astral Heat:
- Shishigami-Style Forbidden Technique: "The Ultimate Bang": Eseguibile a mezz'aria, Bang colpisce l'avversario col suo chiodo gigante e lo finisce con un pugno di una potenza devastante.